# Anthroponymie à Bali

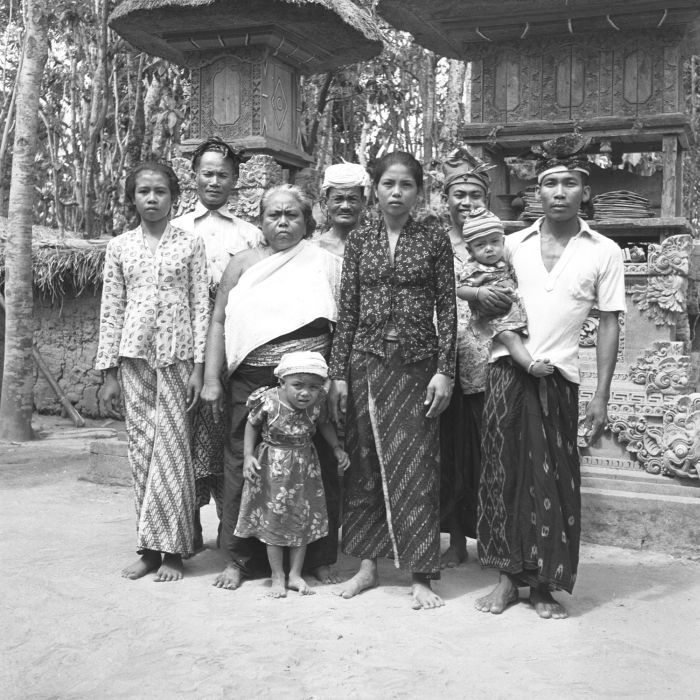
Une famille balinaise dans les années 1950.

Dans l'anthroponymie traditionnelle de Bali, la désignation des personnes est dictée par un système complexe et évolutif. Un individu porte un nom personnel privé, un nom d'usage public caractérisant son ordre de naissance dans la fratrie, un teknonyme qui le situe par rapport à sa descendance ainsi que diverses expressions de son statut social.
Il n'existe pas de nom de famille, au sens occidental.

## Nom personnel
Chaque nouveau-né reçoit cent cinq jours après sa naissance un nom personnel supposé caractéristique (il n'a a priori pas d'homonyme dans le village). Il est composé de quelques syllabes, la plupart du temps sans signification, et n'est pas donné d'après celui d'un ancêtre ou d'une autre personne. Ce nom est intensément intime : il est peu utilisé à l’oral, que ce soit pour parler de soi, pour désigner autrui ou pour s'adresser à lui ; l'employer pour parler d'un ancêtre décédé serait perçu comme sacrilège.

## Nom d'usage: l'ordre de naissance
L'ordre de naissance de l'enfant dans la fratrie dicte le terme qui sera couramment utilisé pour le désigner :
- un aîné sera nommé Wayan, parfois Putu ou Gede, ou encore Ni luh (exclusivement féminin) ;
- le deuxième portera le nom de Made, parfois Kadek ou Nengah ;
- le troisième sera appelé Nyoman, parfois Komang ;
- le quatrième sera connu comme Ketut ;

Le cycle reprend à partir du cinquième, qu'on nommera Wayan Balik (« Wayan à nouveau ») ou simplement Wayan.
Il n'existe donc qu'un nombre très réduit (quatre, une dizaine en comptant les variantes) de noms d'usage pour l'ensemble de la population. Pour résoudre les homonymies dans les situations d'ambiguïté possible, on fait suivre le nom d'usage du nom personnel : Nyoman Rugrug et Nyoman Kepig sont chacun le troisième d'une fratrie.

## Genre
Parfois, un préfixe caractérise le sexe de l'enfant : I pour les garçons et Ni pour les filles. On a donc par exemple Ni Wayan Sulastri (une aînée, dont le nom personnel est Sulastri, « belle lumière ») ou I Ketut Pedjeng (un homme, quatrième dans sa fratrie, nommé Pedjeng, « lune »).

## Tektonyme
À l'apparition d'une descendance, le parent prend pour nom d'usage un tektonyme, dont la forme est « père de/mère de [nom personnel du premier enfant] » (la réticence à utiliser à l’oral un nom personnel est totalement abolie dans ce contexte). De même, le nouveau grand-parent change encore de nom et devient « grand-père de/grand-mère de [nom personnel du premier petit-enfant] », quel que soit le sexe de celui-ci, et même si celui-ci venait à mourir.
Les tektonymes sont utilisés au sein d'une famille élargie ou d'un village, dans un cercle où les lignées sont connues.
C'est donc davantage la procréation que le mariage qui unifie les noms dans un couple, l'une devenant par exemple « mère de Pedjeng » quand l'autre devient « père de Pedjeng » : le lien entre mari et femme s'exprime à travers leur descendance, et non pas par l'entrée de l'un dans la famille de l'autre comme dans le système occidental. L'adulte resté sans enfant garde quant à lui son appellation de type [Ordre de naissance - Nom personnel], et il peut être embarrassant pour son entourage d'avoir à l'interpeller par ce « nom d'enfant ». Le système identifie ainsi explicitement une stratification une peu hiérarchisée en fonction du succès procréatif des habitants : les [arrière-grands-parents de], les [grands-parents de], les [parents de], puis ceux restés sans enfant : ce qui est honoré n'est pas tant le nombre de descendants que la continuité du cycle de régénérations que constitue la lignée.
Une autre conséquence du système de tektonyme est qu'un individu n'est pas défini statiquement par rapport à un lointain ancêtre dont il porterait le patronyme comme en Occident, ni par rapport à ses parents immédiats (cas des systèmes islandais ou arabes par exemple), mais d'une façon dynamique par sa contribution aux générations suivantes.
Quand un vieillard est sur le point de disparaître, il a ainsi changé à plusieurs reprises de nom d'usage et souvent lui seul et quelques contemporains ont gardé la mémoire de son nom personnel.

## Statut social
Il existe à Bali plus d'une centaine de titres statutaires, qui hiérarchisent la plupart des Balinais selon leur origine. Ces titres sont de pur prestige : ils ne traduisent aucune position économique, aucun pouvoir politique ou ascendant moral. Ils ne rassemblent pas une communauté. Ils sont perçus comme le reflet sur Terre de l'ordre cosmique divin, et régentent les comportements entre Balinais : de mon propre statut et de celui de mon interlocuteur dépendent le comportement que je dois adopter à son égard, les formules utilisées, etc., à la manière d'un système d'étiquettes fondé sur des considérations métaphysiques.
Le système hindouiste balinais des castes, les varna, rassemblent utilement en quatre grands groupes cette multitude de titres statutaires : Brahmane, Satria, Vesia et Sudra, par ordre de prestige décroissant. Les Sudra, la caste traditionnelle des paysans, applique les usages ci-dessus : le gouverneur de Bali en 2021 s'appelle par exemple I Wayan Koster (en). Mais les titulaires de ces statuts, surtout dans les trois castes supérieures (les Triwangsa) :
- portent en général des noms personnels qui ont un signifié, souvent ronflant : « guerrier vertueux », « courageux savant », etc. ;
- accolent leur titre statutaire à leur nom personnel ;
- n'utilisent pas de tektonymes.

Celui qui épouse quelqu'un d'une caste perçue comme supérieure joint à son nom le préfixe Jero (entré).
Ces titres statutaires ne sont cependant pas fixés et ont notamment évolué depuis le début du XXe siècle.

### Vesia
Beaucoup de titres statutaires regroupés au sein des Vesia — historiquement la caste des commerçants, soldats et propriétaires terriens — sont tombés en désuétude : Njakan, Kompyang, Sang, ou encore Si précédaient le nom personnel. Subsistent notamment les titres Gusti (« leader »), Gusti Bagus pour un homme, Gusti Ayu pour une femme.
Les Vesia conservent parfois à la fois les noms personnels et l'ordre de naissance : I Gusti Ketut Rajendra est un homme, généralement de caste Vesia, quatrième né, dont le nom personnel est Rajendra.

### Satria
Les titres statutaires des Satria — caste originelle de l'aristocratie, du pouvoir militaire ou politique — incluent souvent l'adjectif Agung (« grand ») : Anak Agung pour un homme, Anak Agung Ayu ou Anak Agung Istri pour une femme. D'autres titres sont utilisés, comme Tjokorda (« le pied des dieux ») ou Tjok et son féminin Tjokorda Istri pour la frange supérieure de la caste, Dewa sous ses diverses formes Ida I Dewa, Dewa Agung et I Dewa pour un homme, Ni Dewa Ayu ou Ni Dewa Desak pour une femme, et parfois Gusti comme pour les Vesia : I Gusti Ngurah et son féminin Ni Gusti Ayu.
Des noms personnels caractéristiques peuvent être Putra (prince) ou Putri (princesse).
Ainsi I Gusti Ngurah Rai, héros national de l'indépendance de l'Indonésie, I Gusti Nyoman Lempad (en), artiste d'Ubud, Ide Anak Agung Gde Agung, ancien ministre indonésien des Affaires étrangères, Tjokorda Gde Raka Soekawati (id), président de l’État de l'Indonésie orientale, Dewa Made Beratha (en), ancien gouverneur de Bali étaient des Satria.

### Brahmanes
Dans le groupe des Brahmanes — originellement les prêtres, puis par extension des professeurs, juges, savants — se portent les titres statutaires Ida Bagus pour les hommes, ou Ida Ayu pour les femmes. Ida Ayu Oka Rusmini est une romancière balinaise, Ida Bagus Oka (en), un ancien gouverneur de l'île et Ida Bagus Ngurah Parthayana un Youtubeur indonésien connu sous le nom de Turah Parthayana (id).

## Titre public
Enfin, une petite fraction de la population est ou était interpellée et désignée par un titre public officiel lié à son emploi (« chef », « prêtre » chez les Sudra, « roi », « prince », « grand-prêtre », « grand chef » chez les Triwangsa) : Klian, Perbekel, Pekaseh, Pemangku, Pedanda, etc.
Des marques de respect sont utilisées pour s'adresser à des tiers : Pak ou Bapak (père), Ibu ou Bu (mère) pour des personnes plus âgées, Kakak pour une personne du même âge que soi, ou Dokter pour toute personne ayant une activité intellectuelle.

## Exceptions
Le clan des Pande, qui ne relève pas du système des castes et où les hommes exerçaient généralement le métier de forgeron, opte pour des désignations claniques (Pande Made Mahardika, I Pande Putu Raka etc.) ou des noms de famille rappelant cette origine : Pendit, Dusak ou Sapanca (par exemple : Putu Ayu Nova Andina Pendit).